# Gröschl Tamás
Gröschl Tamás (Budapest, 1980. augusztus 21. –) magyar válogatott jégkorongozó.

## Pályafutása
Karrierje elején a Dunaújvárosban és az Újpestben játszott, alig 16 évesen debütált a magyar bajnokságban. 1999-ben az első magyar jégkorongozó lett, akit NHL-csapat draftolt, az Edmonton Oilers a kilencedik kör 256. helyén választotta ki. Az 1999/2000-es idényben a svéd Leksands IF-ben szerepelt, bár a szakvezetés többnyire a juniorok között szerepeltette, két meccsen játszhatott az élvonalban is. A 2000-01-es idényen az ECHL-ben induló Augusta Lynx színeiben bizonyíthatott az Egyesült Államokban. 2001 és 2008 között a székesfehérvári Alba Volán játékosa volt, csapatával hatszor is megnyerte a magyar bajnokságot. Ezt követően eltöltött egy rövid időt töltött a szlovák másodosztályú HK Lokomotiva N. Zamkyban, majd a Budapest Stars (2009-2011) és a Dunaújváros (2011-2015) következett a karrierjében. Pályafutása utolsó két idényét Újpesten töltötte.
1999 és 2015 között 137 mérkőzést játszott a magyar válogatottban. 2000-ben a C csoportból a másodosztályba, 2008-ban a divízió 1-ből az A csoportba jutó gárdának volt fontos tagja. Utoljára 2014-ben szerepelt vb-n.
Edzőként főként az utánpótlásban dolgozott a magyar korosztályos válogatottaknál, a Sportországi Cápáknál és a KMH Budapestnél.